# Hășmaș

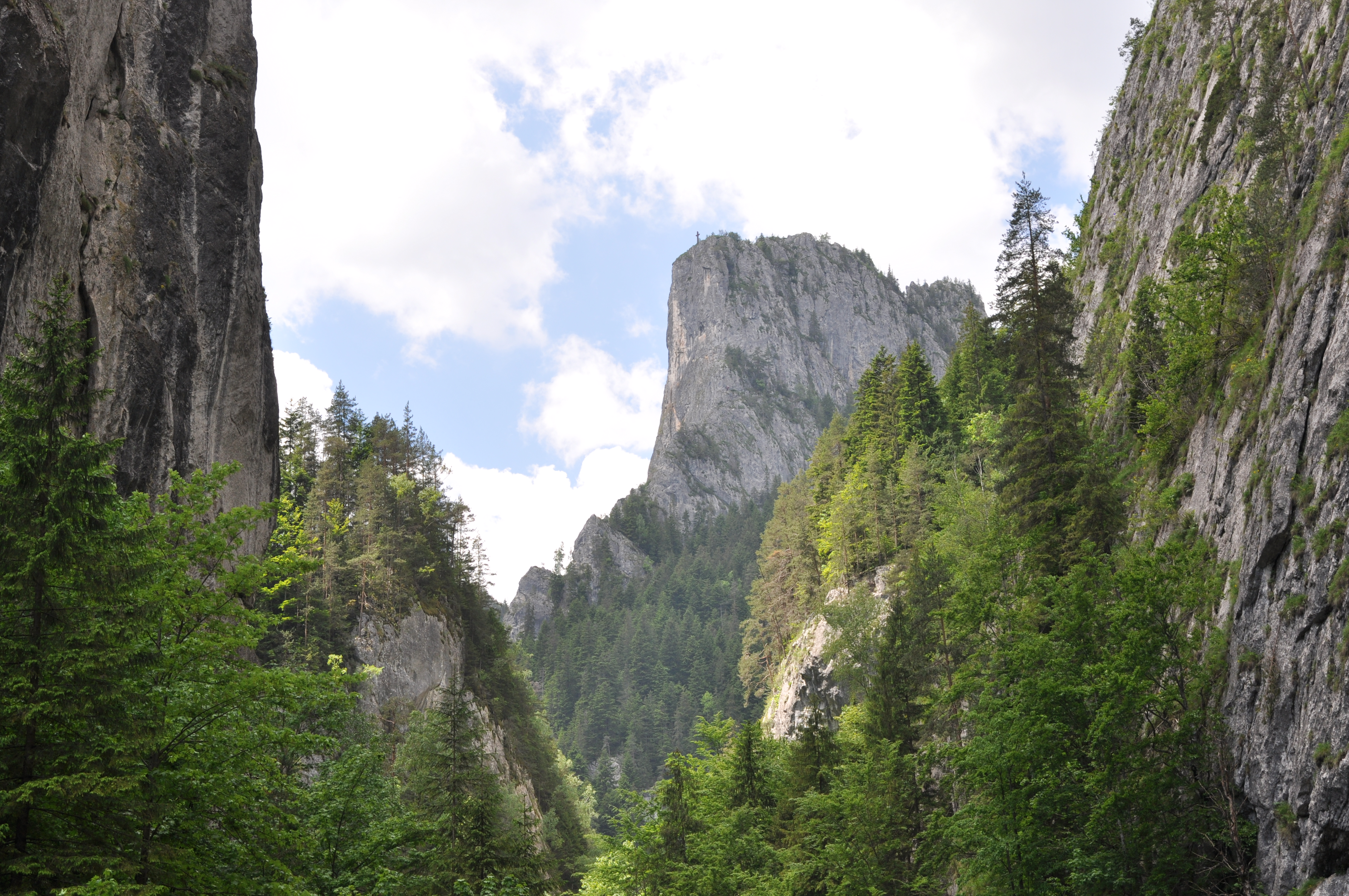
Hora Piatra Altarului v pohoří Hășmaș

Hășmaș (rumunsky: Munții Hășmaș; maďarsky Hagymás-hegység) je pohoří v Rumunsku, patřící do Vnitřních Východních Karpat. Je charakteristické mnoha vápencovými a slepencovými skalními útvary. Nachází se v něm soutěska Bicaz a jezero Roșu, jež jsou známými turistickými cíli, a také národní park Cheile Bicazului-Hăşmaş. Nejvyšší horou je Hăşmaşul Mare (1792 m n. m.). V Hășmași pramení řada významných rumunských řek, například Olt, Mureș a Bicaz.
Administrativně pohoří spadá do žup Harghita a Neamț.